# جورج إم. هاردينغ
جورج إم. هاردينغ (بالإنجليزية: George M. Harding)‏ هو مهندس معماري أمريكي، ولد في 1827 في تشاتهام في الولايات المتحدة، وتوفي في 1910.